# پریسکوس (ژنرال فوکاس)
پریسکوس (به یونانی: Πρῖσκος)، فرمانده ارشد نظامی بود که در دوران امپراتور موریس (حاکم ۵۸۲–۶۰۲)، فوکاس (ر. ۶۰۲–۶۱۰) و هراکلیوس (ر. ۶۱۰–۶۴۱) خدمت کرد. در دوران موریس، او در جنگ علیه آوارهای اوراسیایی و متحدان اسلاوی آنها در بالکان، خود را نشان داد. در زمان سرنگونی موریس و قتل او توسط فوکاس، پریسکوس در پایتخت حضور نداشت. او یکی از معدود فرماندهان ارشد وفادار به موریس بود که در شورش فوکاس علیه موریس آسیبی ندید و مقام خود را حفظ کرد. پریسکوس همچنین با هراکلیوس در شورش علیه فوکاس و فرماندهی سپاه در برابر ساسانیان در ۶۱۱–۶۱۲ همکاری کرد. پس از مدتی از کار کناره گرفت و کمی بعد در سال ۶۱۳ میلادی درگذشت.